# Noiron-sous-Gevrey
Noiron-sous-Gevrey település Franciaországban, Côte-d’Or megyében. Lakosainak száma 1143 fő (2022. január 1.). Noiron-sous-Gevrey Corcelles-lès-Cîteaux, Saulon-la-Chapelle, Savouges, Barges, Broindon és Izeure községekkel határos.

## Népesség
A település népességének változása:
| Lakosok száma | 264  | 405  | 394  | 866  | 1068 | 1078 | 1106 | 1153 | 1150 | 1143 |
|               | 1968 | 1982 | 1990 | 2006 | 2013 | 2015 | 2017 | 2019 | 2020 | 2022 |